# Rumania en los Juegos Olímpicos de Lillehammer 1994
Rumania estuvo representada en los Juegos Olímpicos de Lillehammer 1994 por un total de 23 deportistas que compitieron en 7 deportes.  
El portador de la bandera en la ceremonia de apertura fue el deportista de luge Ioan Apostol. El equipo olímpico rumano no obtuvo ninguna medalla en estos Juegos.